# Bella bella
Bella bella är ett album från 1976 av det svenska dansbandet Sten & Stanley.
Albumet innehåller låten "Jag vill vara din, Margareta", vilken kom att bli bandets signaturmelodi. Skivan är en av titlarna i boken Tusen svenska klassiker (2009).

## Låtlista
1. "Bella bella"
2. "Vilken skillnad en dag gör" ("What a Diff'rence a Day Made")
3. "Da svidanje"
4. "That's the Way (I Like It)"
5. "Tänk om du tänker på mig nu" ("I'd Love You to Want Me")
6. "Putti putti"
7. "Himmelsfärgat blåa ögon"
8. "Jag vill vara din, Margareta"
9. "I'm on Fire"
10. "Fernando"
11. "Ramaya"
12. "Det är dej som jag behöver (It's Only Make Believe)"
13. "So Long"
14. "Ett poem om våren"

## Listplaceringar
| Lista (1976) | Topplacering |
| ------------ | ------------ |
| Sverige      | 27           |